# Raicca Ventura
Raicca Ventura de Oliveira (São Caetano do Sul, 8 de março de 2007) é uma skatista profissional brasileira. Competindo na modalidade skate park, foi campeã mundial em 2024 e vice-campeã pan-americana em 2023. Em 2024, participou dos Jogos Olímpicos de Paris, terminando a competição na décima segunda colocação.

## Resultados esportivos
| Ano  | Prêmio                                  | Categoria     | Resultado        |
| ---- | --------------------------------------- | ------------- | ---------------- |
| 2023 | Jogos Pan-Americanos - Santiago         | Park Feminino | Medalha de Prata |
| 2024 | Jogos Olímpicos - Paris                 | Park Feminino | 12º              |
| 2024 | Campeonato Mundial de Skate - Roma (WS) | Park Feminino | Campeã           |